# Pauline Marie Jaricot

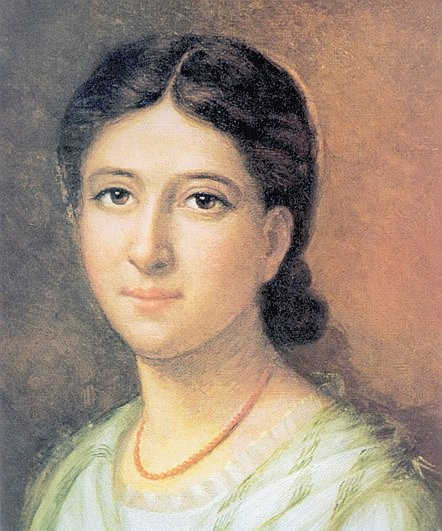
Porträt der seligen Pauline Jaricot

Pauline Marie Jaricot (* 22. Juli 1799 in Lyon, Frankreich; † 9. Januar 1862 ebenda) war Gründerin des Werkes der Glaubensverbreitung, des Kindheit-Jesu-Vereins und des Lebendigen Rosenkranzes. Sie ist eine Selige der römisch-katholischen Kirche.

## Leben
Pauline Marie Jaricot war die Tochter eines reichen Seidenfabrikanten, sie wuchs in einer großbürgerlichen Umwelt auf. Nach einem Bekehrungserlebnis unter dem Eindruck einer Predigt verkaufte Pauline Jaricot ihren Schmuck und verschenkte den Erlös an Arme und Kranke.
1819 bat ihr Bruder Philéas Jaricot sie, Spenden vor allem für die Chinamission zu sammeln. Daraufhin sprach sie zunächst ihre Bekannten mit der Bitte an, wöchentlich 1 Sou zu spenden und ihrerseits weitere Ein-Sou-Spender zu werben. Aus dieser Initiative entstand ein Missionsverein, dessen Mitglieder sich verpflichteten, täglich ein Gebet zu verrichten und wöchentlich den Sou zu geben. Der Verein wuchs rasch und wurde am 3. Mai 1822 offiziell als international ausgerichtetes Werk der Glaubensverbreitung (franz.: Société pour la Propagation de la foi) errichtet. In Frankreich war er als „Lyoner Missionsverein“ tätig.
Pauline Jaricot gründete das „Herz-Jesu-Sühnewerk“ unter den Arbeiterinnen und Dienstmädchen, 1826 die Gebetsgemeinschaft „Lebendiger Rosenkranz“ (franz.: L'œuvre du Rosaire) und wirkte bei der Gründung des Kindheit-Jesu-Vereins mit. 1831 kaufte sie mit dem elterlichen Erbe ein Haus oberhalb der Altstadt von Lyon, die „Maison de Lorette“ (Loreto-Haus). Dort lebte sie mit ihren Gefährtinnen. Die Gemeinschaft nannte sich „Töchter Mariens“ (franz.: Filles de Marie). Doch verzichtete Jaricot bewusst darauf, eine Ordensgemeinschaft zu gründen, nicht zuletzt, um für andere Aufgaben frei zu sein. „Die Welt ist mein Kloster“, war ein Leitsatz ihrer Spiritualität. Am 10. August 1835 wurde sie am Grab der heiligen Philomena in Mugnano von einer schweren Krankheit geheilt und förderte danach die Verehrung dieser Heiligen in Frankreich.
Jaricot versuchte, das Los der Arbeiter zu verbessern, indem sie 1845 eine Erzhütte bei Apt kaufte, die sie als „christliche Fabrik“ nach arbeiterfreundlichen Grundsätzen führen wollte. Doch die Verwalter der Fabrik unterschlugen das Geld, das Unternehmen brach 1852 zusammen. Sie verlor ihr gesamtes Vermögen. Auch die Geschäftsanteile vieler kleiner Anleger, die ihr vertraut hatten, waren wertlos geworden. Pauline Jaricot wurde angefeindet und geschmäht und lebte bis zu ihrem Tod 1862 in Armut.

## Nachleben
1922 wurde ihr Missionsverein durch Papst Pius XI. zum „Päpstlichen Werk der Glaubensverbreitung“ mit Sitz in Rom umgewandelt.
Seit 1935 sind die sterblichen Überreste von Pauline Marie Jaricot in der Kirche St-Nizier in Lyon bestattet.
Zu Ehren Jaricots schrieb missio Aachen im Jahr 2022 erstmals den Pauline-Jaricot-Preis aus.
Im April 2023 wurde das Familienmusical Pauline – Mut verändert die Welt, welches von ihrem Leben und Wirken handelt, uraufgeführt und seither im Rahmen einer Tour von der Musicaltruppe KISI – God’s singing kids auf österreichische Bühnen gebracht.

## Seligsprechung
Für Pauline Marie Jaricot wurde ein Seligsprechungsverfahren eingeleitet, in dessen Verlauf Papst Franziskus am 26. Mai 2020 ein ihrer Fürsprache zugeschriebenes Wunder als letzte Voraussetzung für die Seligsprechung anerkannte. Die damals dreijährige Mayline Tran hatte im Jahr 2012 infolge einer Sauerstoffunterversorgung einen Herz-Lungen-Stillstand, mehrere Herzinfarkte und eine Lungenembolie, wodurch ihr Gehirn derart geschädigt wurde, dass keine Hirnströme mehr messbar waren. Da Maylines Zustand als unumkehrbar und hoffnungslos galt, bereiteten die Ärzte bereits die Abschaltung der lebenserhaltenden Maschinen vor. In dieser Zeit begann die Mutter einer Schulfreundin Maylines eine Novene an Pauline Jaricot zu beten. Als sich daraufhin ihr Zustand besserte, hatten die Ärzte dafür keine wissenschaftliche Erklärung. Schließlich wurde Mayline vollständig geheilt und kann mittlerweile ihr Leben ohne Nachwirkungen des Unfalls führen. Im Rahmen der Musicalaufführung in der zwei Mal ausverkauften Wiener Stadthalle war Mayline anwesend und kam auch auf die Bühne, ihr Vater erzählte ihre Geschichte.
Am 22. Mai 2022 wurde sie in ihrer Heimatstadt Lyon von Kardinal Luis Antonio Tagle seliggesprochen.